# Cacicus
Cacicus es un género de aves paseriformes de la familia Icteridae, tiene 9 especies y 9 subespecies reconocidas científicamente.

## Especies
- Cacicus cela - Cacique lomiamarillo
- Cacicus chrysonotus - Cacique montano sureño
- Cacicus chrysopterus - Cacique aliamarillo
- Cacicus haemorrhous - Cacique lomirrojo
- Cacicus koepckeae - Cacique de Koepcke
- Cacicus melanicterus - Cacique mexicano
- Cacicus sclateri - Cacique ecuatoriano
- Cacicus solitarius - Boyero negro
- Cacicus uropygialis - Cacique subtropical o rabirrojo
- Cacicus oseryi - Cacique de yelmo